# Quatuor Dimov
Le Quatuor Dimov est un quatuor à cordes bulgare fondé en 1956 et dissous en 1993.

## Historique
Le Quatuor Dimov, également appelé Quatuor bulgare, est un quatuor à cordes fondé en 1956, devenu quatuor d'État à compter de 1964.
En 1963, l'ensemble est lauréat d'un 2e prix au Concours Leó Weiner de Budapest, puis d'un 2e prix au Concours international de quatuor à cordes de la ville de Liège en 1964, enfin, d'un 1er prix au Concours international de musique de l'ARD à Munich en 1965.
À partir de 1972, les quatre membres du quatuor enseignent également à l'Académie nationale de musique de Sofia.
Le premier violon Dimo Dimov est ministre de la Culture du gouvernement bulgare en 1990 et 1991, avant de fonder en 1993 le « Nouveau Quatuor Dimov de la radio nationale bulgare ». À cette date, l'ancien Quatuor Dimov est dissous.

## Membres
Les membres de l'ensemble étaient :
- premier violon : Dimo Dimov ;
- second violon : Alexandre Tomov (1956-1978), Nanko Dimitrov (1978-1993) ;
- alto : Dimiter Tchilikov ;
- violoncelle : Dimiter Kozev.